# Liste des résolutions du Conseil de sécurité des Nations unies adoptées en 1978
Les résolutions du Conseil de sécurité des Nations unies sont les décisions qui sont votées par le Conseil de sécurité des Nations unies.
Une telle résolution est acceptée si au moins neuf des quinze membres (depuis le 17 décembre 1963, 11 membres avant cette date) votent en sa faveur et si aucun des membres permanents qui sont la Chine, les États-Unis, la France, le Royaume-Uni et l'Union soviétique (la Russie depuis 1991) n'émet de vote contre (qui est désigné couramment comme un veto).

## Résolutions 423 à 443
- Résolution 423 : Rhodésie du Sud (adoptée le 14 mars 1978).
- Résolution 424 : Rhodésie du Sud-Zambie (adoptée le 17 mars 1978).
- Résolution 425 : concernant Israël et le Liban et la création de la FINUL (adoptée le 19 mars 1978).
- Résolution 426 : Israël-Liban (adoptée le 19 mars 1978).
- Résolution 427 : Israël-Liban (adoptée le 3 mai 1978).
- Résolution 428 : Angola-Afrique du Sud (adoptée le 3 mai 1978).
- Résolution 429 : Israël-République arabe syrienne (adoptée le 31 mai 1978).

- Résolution 430 : Chypre (adoptée le 16 juin 1978).
- Résolution 431 : Namibie (adoptée le 27 juillet 1978).
- Résolution 432 : Namibie (adoptée le 27 juillet 1978).
- Résolution 433 : nouveau membre : Îles Salomon (adoptée le 17 août 1978 lors de la 2084e séance).
- Résolution 434 : Israël-Liban (adoptée le 18 septembre 1978).
- Résolution 435 : Namibie (adoptée le 29 septembre 1978).
- Résolution 436 : Liban (adoptée le 6 octobre 1978).
- Résolution 437 : Rhodésie du Sud (adoptée le 10 octobre 1978).
- Résolution 438 : Égypte-Israël (adoptée le 23 octobre 1978).
- Résolution 439 : Namibie (adoptée le 13 novembre 1978).
- Résolution 440 : Chypre (adoptée le 27 novembre 1978).
- Résolution 441 : Israël-République arabe syrienne (adoptée le 30 novembre 1978).
- Résolution 442 : nouveau membre : Dominique (adoptée le 6 décembre 1978).
- Résolution 443 : Chypre (adoptée le 14 décembre 1978).